# Váradszentmárton község
Váradszentmárton község (románul: Comuna Sânmartin) község Bihar megyében, Romániában. Központja Váradszentmárton, beosztott falvai Betfia, Félixfürdő, Hájó, Kardó, Rontó, Váradcsehi.

## Népessége
A 2011-es népszámlálás adatai alapján a község népessége 9572 fő volt.